# Paul Ingendaay
Paul Ingendaay (* 5. Januar 1961 in Köln) ist ein deutscher Schriftsteller, Journalist, Literaturkritiker und -wissenschaftler.

## Leben
Paul Ingendaay absolvierte seine  Schulzeit am katholischen Internat Collegium Augustinianum Gaesdonck. Nach dem Abitur studierte er Anglistik und Hispanistik in Köln, Dublin und München und wurde mit einer Arbeit über William Gaddis promoviert.
Von 1992 bis 1998 war er Literaturredakteur der Frankfurter Allgemeinen Zeitung. 1997 mit dem Alfred-Kerr-Preis für Literaturkritik ausgezeichnet, berichtete er seit 1998 als FAZ-Kulturkorrespondent für die Iberische Halbinsel mit Sitz in Madrid. Seit 2016 ist er Europa-Korrespondent des Feuilletons mit Sitz in Berlin.
Ingendaays erster Roman Warum du mich verlassen hast, der von der Literaturkritik sehr positiv aufgenommen wurde, erschien 2006 und wurde für den Preis der Leipziger Buchmesse 2006 nominiert. Für diesen Roman erhielt er im selben Jahr den Niederrheinischen Literaturpreis der Stadt Krefeld und den Aspekte-Literaturpreis. Er beschreibt darin seine Erfahrungen im Collegium Augustinianum Gaesdonck.
Ingendaay ist zusammen mit Anna von Planta Herausgeber der Gesamtausgabe der Werke von Patricia Highsmith im Diogenes Verlag, Zürich.
Paul Ingendaay ist ein Bruder des Übersetzers (unter anderem von William Gaddis) Marcus Ingendaay.

## Werke
Wissenschaftlich
- Die Romane von William Gaddis (= Schriftenreihe Literaturwissenschaft, Band 26).  WVT Wissenschaftlicher Verlag, Trier 1993, ISBN 3-88476-088-2 (Dissertation Universität Trier 1993, 200 Seiten).

Literarisch
- Gebrauchsanweisung für Spanien. Piper, München / Zürich 2021, ISBN 978-3-492-27751-8.
  - In Niederländisch: Reisleesboek Spanje. Spectrum, Utrecht 2004, ISBN 90-274-9706-0.
- Warum du mich verlassen hast. Schirmer-Graf, München 2006. ISBN 3-86555-025-8; als TB dtv 2007, ISBN 978-3-423-13597-9.
  - Niederländisch: De langste zondag van mijn leven. Übersetzt von Wil Hansen. Podium, Amsterdam 2007. ISBN 978-90-5759-179-2.
- Der Stellvertreter des Lesers. In: Jorge Luis Borges zum Hundertsten. Akzente H. 4, August 1999. Hanser, München ISBN 3-446-23219-2, S. 309–318.
- Die romantischen Jahre. Piper, München / Zürich 2011, ISBN 978-3-492-95358-0.
  - Audio-CD: Die romantischen Jahre. Gekürzte Lesung. Osterwold Audio, Hamburg 2011, ISBN 978-3-86952-089-6.
  - Niederländisch: De romantische jaren. Übersetzt von Wil Hansen. Signatur, Amsterdam, ISBN 978-90-5672-440-5.
- Gebrauchsanweisung für Andalusien. Piper, München 2014, ISBN 978-3-492-27642-9.
- Die Nacht von Madrid, Erzählungen. Piper, München 2013, ISBN 978-3-492-05617-5.
- Königspark, Piper, München 2019.

als Herausgeber
- Javier Marías: Alle unsere frühen Schlachten. Fußball-Stücke. Vorwort Paul Ingendaay. Klett-Cotta, Stuttgart 2000. ISBN 3-608-93554-1
- Patricia Highsmith: Werkausgabe. Hrsg. und Nachworte P. I.; weitere Hg.'in Anna von Planta. 32 Bände. Diogenes, Zürich 2002–2010